# Walter Pichler
Walter Pichler   (Bad Reichenhall, 23 d'octubre de 1959) és un biatleta alemany, ja retirat, que va competir sota bandera de la República Federal Alemanya durant la dècada de 1980.
El 1984 va prendre part en els Jocs Olímpics d'Hivern de Sarajevo, on guanyà la medalla de bronze en la prova del relleu 4x7,5 quilòmetres del programa de biatló. Va formar equip amb Ernst Reiter, Peter Angerer i Fritz Fischer. En aquests mateixos jocs fou setzè en la prova dels 10 quilòmetres esprint.
En el seu palmarès també destaca una medalla de bronze al Campionat del món de biatló i un títol nacional. Un cop retirat com a esportista passà a exercir tasques d'entrenador.